# Verband Wilhelmshavener Ballspielvereine
Der Verband Wilhelmshavener Ballspielvereine (VWBV) war ein Fußballverband, zu dem sich die Vereine der Stadt Wilhelmshaven zusammengeschlossen hatten. Im weiteren Verlauf traten auch kurzzeitig die Vereine der Stadt Oldenburg (Oldb) bei, bevor diese einen eigenen Verband gründeten.

## Geschichte
Der VWBV wurde am 25. September 1905 im Heppenser Bürgergarten durch die fünf Vereine FC Wilhelmshaven, FC Preußen Wilhelmshaven, FC Viktoria Wilhelmshaven, FC Frisia Wilhelmshaven und FC Comet Rüstringen gegründet. Die drei erstgenannten Vereine schlossen sich 1906 zum FC Deutschland zusammen. Erster Vorsitzender des Verbandes war Alfred Vierke, der aus Berlin stammte und den einige Monate später Eilert Heine ablöste.
Spieltechnisch unterstanden die Vereine des VWBV dem Verband Bremer Fußball-Vereine. Im 1905 gegründeten Norddeutschen Fußball-Verband war der Bremer Verband auch für die Vereine aus Bremerhaven, Wilhelmshaven und Oldenburg zuständig. Die Oldenburger Vereine waren spätestens ab 1906 Mitglied im Verband Wilhelmshavener Ballspielvereine und gründeten am 20. Januar 1907 den Verband Oldenburger Ballspielvereine.
In den Spielen der Bezirksmeister 1907 gewann Frisia Wilhelmshaven gegen den FC Oldenburg mit 2:2 und 2:1, verlor aber danach gegen den FC Bremerhaven-Lehe mit 2:8. Der Sieger spielte dann gegen den Bremer Bezirksmeister um den Titel.
1907 wurde der Wilhelmshavener Verband als selbständige Organisation aufgelöst, in den regionalen Verband aufgenommen und dem NFV-Bezirk IX (Oldenburg, Wilhelmshaven und Delmenhorst, später Nordwest) zugeordnet. In der Tradition des VWBV sieht sich der heutige Kreis Wilhelmshaven des Niedersächsischen Fußball-Verbandes.

## Meister des Verbandes Wilhelmshavener Ballspielvereine
- Saison 1905/06:
  - 1. Klasse: Wilhelmshavener FC Frisia
  - Oldenburg: FC Oldenburg 1897

- Saison 1906/07:
  - 1. Klasse: Wilhelmshavener FC Frisia
  - 2. Klasse: Wilhelmshavener FC Frisia II